# Thierry Pomel
Thierry Pomel (Saumur, 4 de octubre de 1957) es un jinete francés que compitió en la modalidad de salto ecuestre.
Ganó dos medallas de plata en el Campeonato Mundial de Saltos Ecuestres de 1998, en las pruebas individual y por equipos. Participó en los Juegos Olímpicos de Sídney 2000, ocupando el cuarto lugar en la prueba por equipos.

## Palmarés internacional
| Campeonato Mundial | Campeonato Mundial | Campeonato Mundial | Campeonato Mundial |
| Año                | Lugar              | Medalla            | Categoría          |
| ------------------ | ------------------ | ------------------ | ------------------ |
| 1998               | Roma (Italia)      | Medalla de plata   | Individual         |
| 1998               | Roma (Italia)      | Medalla de plata   | Por equipos        |